# Landkreis Landskron

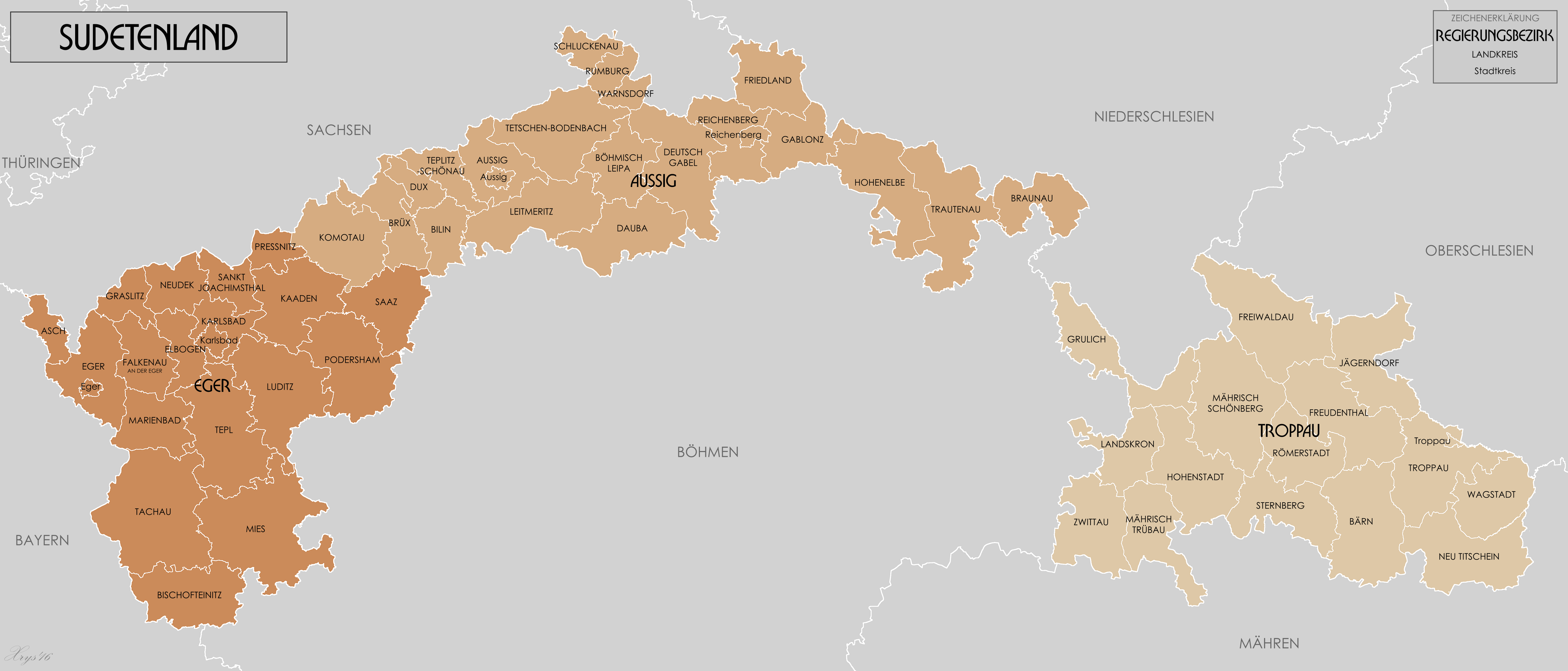
Verwaltungskarte des Reichsgaus Sudetenland

Der Landkreis Landskron bestand in der Zeit zwischen 1938 und 1945. Er umfasste am 1. Januar 1945 eine Stadt und 42 weitere Gemeinden.
Das Gebiet des Landkreises Landskron hatte am 1. Dezember 1930 34.674 Einwohner, am 17. Mai 1939 32.637 Einwohner und am 22. Mai 1947 22.491 Einwohner.

## Verwaltungsgeschichte

### Tschechoslowakei / Deutsche Besatzung
Vor dem Münchner Abkommen vom 29. September 1938 gehörte der politische Bezirk Lanškroun zur Tschechoslowakei.
Am 10. Oktober 1938 besetzten deutsche Truppen das Sudetenland. Stadt und Bezirk Lanškroun trugen fortan die frühere deutsch-österreichische Bezeichnung Landskron. Der politische Bezirk Landskron umfasste den Gerichtsbezirk Landskron und die zum Deutschen Reich gehörigen Gemeinden und Gemeindeteile des Gerichtsbezirks Wildenschwert. Seit dem 20. November 1938 führte der politische Bezirk Landskron die Bezeichnung „Landkreis“. Er unterstand bis zu diesem Tage dem Oberbefehlshaber des Heeres, Generaloberst Walther von Brauchitsch, als Militärverwaltungschef.

### Deutsches Reich
Am 21. November wurde das Gebiet des Landkreises Landskron förmlich in das Deutsche Reich eingegliedert und kam zum Verwaltungsbezirk der Sudetendeutschen Gebiete unter dem Reichskommissar Konrad Henlein.
Sitz der Kreisverwaltung wurde die Stadt Landskron.
Ab dem 15. April 1939 galt das Gesetz über den Aufbau der Verwaltung im Reichsgau Sudetenland (Sudetengaugesetz). Danach kam der Landkreis Landskron zum Reichsgau Sudetenland und wurde dem neuen Regierungsbezirk Troppau zugeteilt.
Am 29. April 1939 wurde das Kreisgebiet wie folgt festgelegt: „Der Landkreis Landskron besteht aus den Gerichtsbezirken Landskron und den zum Reich gehöhrenden Gemeinden und Gemeindeteilen der Gerichtsbezirke Senftenberg und Wildenschwert (bei ersterem, soweit an den Gerichtsbezirk Landskron angrenzend). Hinzu treten die Gemeinden Lußdorf des Gerichtsbezirks Hohenstadt und die Gemeinden Abtsdorf und Schirmdorf des Gerichtsbezirks Leitomischl.“
Bei diesem Zustand blieb es bis zum Ende des Zweiten Weltkriegs.
Ab 1945 gehörte das Gebiet wieder zur Tschechoslowakei. Heute ist es ein Teil der Tschechischen Republik.

## Landräte
1939–1945: Werner Vogel (NSDAP)

## Kommunalverfassung
Bereits am Tag vor der förmlichen Eingliederung in das Deutsche Reich, nämlich am 20. November 1938, wurden alle Gemeinden der Deutschen Gemeindeordnung vom 30. Januar 1935 unterstellt, welche die Durchsetzung des Führerprinzips auf Gemeindeebene vorsah. Es galten fortan die im bisherigen Reichsgebiet üblichen Bezeichnungen, nämlich statt:
- Ortsgemeinde: Gemeinde,
- Marktgemeinde: Markt,
- Stadtgemeinde: Stadt,
- Politischer Bezirk: Landkreis.

## Ortsnamen
Es galten die bisherigen Ortsnamen weiter, und zwar in der deutsch-österreichischen Fassung von 1918.

## Städte und Gemeinden
Böhmisch Rothwasser, Cernowir, Dittersbach, Dreihöf, Herbotitz, Hertersdorf, Hilbeten, Jamnei, Jokelsdorf, Klein Hermigsdorf, Knappendorf, Koburg, Königsfeld, Landskron, Laudon, Lukau, Lußdorf, Michelsdorf, Mittel Lichwe, Nepomuk, Neudorf, Niederhermanitz, Nieder Johnsdorf, Nieder Lichwe, Oberhermanitz, Ober Johnsdorf, Ober Lichwe, Olbersdorf, Rathsdorf, Ribnik, Riedersdorf, Rudelsdorf, Seibersdorf, Sichelsdorf, Thomigsdorf, Tirpes, Triebitz, Tschenkowitz, Waltersdorf, Weipersdorf, Worlicka (auch Alderdörfel), Ziegenfuß, Zohsee